# Castello di Caratta
Il castello di Caratta è un castello medievale situato a Caratta, frazione del comune italiano di Gossolengo da cui dista circa 4 km, in provincia di Piacenza. Il castello sorge nella pianura Padana ed è il tipico castello piacentino a pianta rettangolare.

## Storia
Castello di antica fondazione di cui se ne ignora l'anno di costruzione per la scarsità di notizie pervenute.
Facente parte della giurisdizione di Rivalta, fu di proprietà della famiglia Malaspina nel 1100, per poi passare nelle mani della famiglia Landi, probabilmente intorno al XIV secolo e ad essi appartenne fino ai primi decenni del Cinquecento, tranne nel 1438, anno in cui fu sottoposto per un limitato lasso di tempo alla signoria dei Piccinino.
Secondo gli estimi catastali nel periodo 1558-1576 passò alla famiglia Rollieri, la cui ultima discendente, Camilla, sposò un membro della famiglia Casati.
Il castello venne in seguito adibito a sede di un'azienda agricola.

## Struttura
Il castello, parzialmente inglobato da costruzioni successive legate al suo uso come azienda agricola, è caratterizzato da una struttura a pianta rettangolare dotata di torri angolari ed era inizialmente circondato da un fossato, in seguito interrato.